# Carex cambodiensis
Espèce
Classification phylogénétique
Carex cambodiensis est une espèce de plantes du genre Carex et de la famille des Cyperaceae.